# Buse Meral
Buse Meral (* 25. Juli 1999 in Istanbul) ist eine türkische Schauspielerin.

## Leben und Karriere
Meral wurde am 25. Juli 1999 in Istanbul geboren. Sie studierte an dem Müjdat Gezen Sanat Merkezi. Ihr Debüt gab sie 2018 in der Fernsehserie Ege'nin Hamsisi. Danach trat sie im selben Jahr in Gülperi auf. 2019 wurde Meral für die Serie Bizim Hikaye gecastet. Anschließend war sie in Tek Yürek zu sehen. 
Zwischen 2020 und 2021 spielte sie in der Serie Uyanış: Büyük Selçuklu mit. von 2021 bis 2022 spielte Meral in der Serie Destan die Hauptrolle. 2023 spielt sie in der Serie Vermem Seni Ellere als Zeliş erneut eine Hauptrolle.

## Filmografie
Serien
- 2018: Ege'nin Hamsisi
- 2018–2019: Gülperi
- 2019: Bizim Hikaye
- 2019: Tek Yürek
- 2019: Elimi Bırakma
- 2020–2021: Uyanış: Büyük Selçuklu
- 2021: Ex Aşkım
- 2021–2022: Destan
- 2023: Vermem Seni Ellere
- 2025: Gaddar